# Hazal Filiz Küçükköse
Hazal Filiz Küçükköse (Mersin, 9 de febrero de 1988) es una actriz y modelo turca.

## Biografía
Hazal Filiz Küçükköse nació el 9 de febrero de 1988 en Mersin (Turquía), de madre Aliye Küçükköse y padre Yaşar Küçükköse; tiene una hermana gemela llamada Deniz.

## Carrera
Hazal Filiz Küçükköse completó su educación primaria y secundaria en Ankara y luego se graduó en la facultad de artes y ciencias del departamento de biología de la Universidad de Kırıkkale. Después de terminar la universidad hasta el tercer año, decidió matricularse en la facultad de ciencias del departamento de química de la Universidad de Ankara, donde obtuvo un título al finalizar sus estudios.
En 2009 comenzó su carrera como actor tras participar en la serie Deniz Yıldızı. En 2011 interpretó el papel de Ada en la serie Kalbim Seni Seçti. Del 2011 al 2014 se unió al elenco de la serie Beni Affect, en el papel de Leyla Adali. En 2012 protagonizó la serie Uçurum y Ustura Kemal, interpretando el papel de Kalisto. En 2014 interpretó el papel de Aslihan en la serie Günahkar. De 2015 a 2017 interpretó a Zeynep Soydere en la serie Kara Sevda.
En 2017 interpretó el papel de Elif Ardali en la serie Rüya. Al año siguiente, en 2018, desempeñó el papel de Melike en la serie Mehmed: Bir Cihan Fatihi. En 2020 interpretó el papel de Berrak en la serie Zemheri .  En 2022 protagonizó la serie Yavuz, en el papel de Hafsa Hatun y en Bir Peri Masalı, en el papel de Neslihan Köksal. En 2023 interpretó el papel de Serap Kutlu en la serie Üvey Anne y el papel de Buket Köseoglu en la película Kötü Adamin 10 Günü dirigida por Uluç Bayraktar.

## Vida privada
Hazal Filiz Küçükköse de 2014 a 2018 estuvo casada con el actor Tuan Tunalı, a quien conoció en el set de la serie Deniz Yıldızı.

## Filmografía

### Cine
| Año  | Título              | Personaje      | Director       |
| ---- | ------------------- | -------------- | -------------- |
| 2023 | Kötü Adamin 10 Günü | Buket Köseoglu | Uluç Bayraktar |

### Televisión
| Año       | Título                   | Personaje       | Cadeña  | Notas         |
| --------- | ------------------------ | --------------- | ------- | ------------- |
| 2009      | Deniz Yıldızı            |                 | Fox     | 1 episodio    |
| 2011      | Kalbim Seni Seçti        | Ada             | ATV     | 23 episodios  |
| 2011-2014 | Beni Affect              | Leyla Adali     | Star TV | 586 episodios |
| 2012      | Uçurum                   |                 | ATV     |               |
| 2012      | Ustura Kemal             | Kalisto         | Show TV | 14 episodios  |
| 2014      | Günahkar                 | Aslihan         | Fox     | 7 episodios   |
| 2015-2017 | Kara Sevda               | Zeynep Soydere  | Star TV | 74 episodios  |
| 2017      | Rüya                     | Elif Ardali     | Show TV | 10 episodios  |
| 2018      | Mehmed: Bir Cihan Fatihi | Melike          | Kanal D |               |
| 2020      | Zemheri                  | Berrak          | Show TV | 10 episodios  |
| 2022      | Yavuz                    | Hafsa Hatun     | TRT 1   |               |
| 2022      | Bir Peri Masalı          | Neslihan Köksal | Fox     | 13 episodios  |
| 2023      | Üvey Anne                | Serap Kutlu     | ATV     | 8 episodios   |

## Premios y reconocimientos
| Año  | Premio                          | Categoría                             | Trabajo    | Resultado |
| ---- | ------------------------------- | ------------------------------------- | ---------- | --------- |
| 2016 | Golden Object Awards            | Mejor actriz de reparto               | Kara Sevda | Ganadora  |
| 2016 | KKTC Magazine Gazeteciler       | Mejor actriz de reparto               | Kara Sevda | Ganadora  |
| 2016 | Pantene Golden Butterfly Awards | Mejor actriz joven                    | Kara Sevda | Ganadora  |
| 2017 | Pantene Golden Butterfly Awards | Estrella en ascenso                   | Kara Sevda | Ganadora  |
| 2017 | Turkey Youth Awards             | Mejor actriz de reparto de televisión | Kara Sevda | Nominada  |
| 2018 | Turkey Youth Awards             | Mejor actriz de reparto de televisión | Kara Sevda | Nominada  |